# Lauren LaVera
Lauren LaVera (Filadelfia, Pensilvania, 14 de junio de 1994) es una actriz, artista marcial y doble de riesgo estadounidense de cine y televisión. Es conocida por su trabajo en la serie de Netflix Iron Fist y por protagonizar las cintas de terror Terrifier 2 (2022) y Terrifier 3 (2024), de Damien Leone.

## Carrera
Lauren debutó el año 2017 en la película para televisión Under the Flowers, teniendo la posibilidad el mismo año, gracias a su calidad interpretativa y conocimientos de artes marciales, de tener una aparición en la serie de Marvel Studios y Netflix Iron Fist. El año 2018 tuvo una breve aparición en la película The Middle of X de Peter Odiorne.
Al año siguiente trabajó en las cintas Clinton Road y Wetlands, esta última protagonizada por Adewale Akinnuoye-Agbaje y Heather Graham. El año 2020 participó en las series de televisión MacGyver y Dispatches from Elsewhere, además del telefilme navideño A Taste of Christmas.
El año 2022 tuvo reconocimiento internacional al protagonizar la película de terror Terrifier 2, secuela de la exitosa cinta de Damian Leone, donde interpretó a Sienna Shaw.

## Vida personal
Aparte de su carrera como actriz, Lauren tiene más de 19 años de experiencia en artes marciales, incluidos Taekwondo, Jūjutsu, Prodal, Wushu y Muay thai, además de estudiar boxeo, kick boxing, entrenamiento con armas y armas de fuego. Lauren también está entrenada en Baile de salón y Ballet. Lauren habla italiano con fluidez.

## Filmografía

### Cine
| Año  | Título            | Rol                | Notas                   |
| ---- | ----------------- | ------------------ | ----------------------- |
| 2016 | Split             | Casey Cooke        | También doble de riesgo |
| 2019 | Clinton Road      | Kayla              |                         |
| 2019 | Wetlands          | Buttercup / Pusher |                         |
| 2022 | Terrifier 2       | Sienna Shaw        |                         |
| 2022 | Not For Nothing   | Kelly              |                         |
| 2024 | Terrifier 3       | Sienna Shaw        |                         |
| 2024 | The Fetus         | Alessa             |                         |
| 2024 | The Life of Chuck |                    |                         |

### Televisión
| Año  | Título                       | Rol            | Notas                  |
| ---- | ---------------------------- | -------------- | ---------------------- |
| 2017 | Under the Flowers            | Poe            | Película de televisión |
| 2017 | Iron Fist                    | Ciara          | 1 episodio             |
| 2020 | MacGyver                     | Jugadora       | 1 episodio             |
| 2020 | Dispatches from Elsewhere    | Barista        | 2 episodios            |
| 2020 | A Taste of Christmas         | Ariella Cancio | Película de televisión |
| 2021 | Law & Order: Organized Crime | Heidi Morris   | 2 episodios            |